# Adrien Sibomana
Adrien Sibomana (nascido em 4 de setembro de 1953, em Bukeye, Muramvya) foi o primeiro-ministro do Burundi de 19 de outubro de 1988 a 10 de julho de 1993. Ele era membro da UPRONA. Ele era um hutu étnico e foi nomeado pelo presidente tutsi Pierre Buyoya numa tentativa malsucedida de apaziguar os hutus, dando-lhes alguns altos cargos governamentais. Sibomana foi o primeiro primeiro-ministro hutu desde 1973 e anteriormente havia sido governador da província de Muramvya.